# Addictions Drogues Alcool Info Service
 (décembre 2014).
Addictions Drogues Alcool Info Service (ADALIS), anciennement Drogues Alcool Tabac Info Service (DATIS), est, jusqu'en 2016, le service national en France d'information et de prévention sur les drogues et les dépendances. 
Le service a également en charge le recensement, la mise à jour et la mise à disposition du public de l'annuaire de l'ensemble des structures spécialisées dans les soins en addictologie.
En 2016, l'Agence nationale de santé publique (Santé publique France) reprend ses missions.

## Statut et missions
Jusqu'en mai 2016, date de création de Santé publique France qui l'intègre, ADALIS est un groupement d'intérêt public dépendant du ministère de la Santé et placé sous l'autorité de l’Institut national de prévention et d'éducation pour la santé (INPES).
Son objectif est de renforcer la prévention sur la consommation de ces produits, notamment en direction des jeunes, en informant et en aidant 7 jours/7 de manière anonyme et confidentielle.

## Histoire
Adalis a été créé en 2009, succédant à Drogues Alcool Tabac Info Service (DATIS), qui avait été créé en décembre 1990.
En 2006, DATIS a évolué en trois numéros distincts dans le cadre du plan gouvernemental 2004–2008 de lutte contre les drogues illicites, l'alcool et le tabac.

## Statistiques
En 2003, 84 000 entretiens individuels ont été réalisés par DATIS dont 26 % concernaient le cannabis, 25 % l'alcool et 20 % le tabac ; 55 % de ces appels provenaient d'un consommateur et 40 % de la mère et 44,5 % de ces appels concernaient des moins de 25 ans.